# ヨハネスブルグ
ヨハネスブルグ（Johannesburg、アフリカーンス語発音: [juˈɦɑnəsbœrx, juɦɑnəsˈbœrx]、英語発音: [dʒoʊˈhænɪsbɜːrɡ]、南アフリカ英語発音: [ʤəˈhænəsbøːg]、ズールー語: eGoli, コサ語: eGoli）は、南アフリカ共和国北東部に位置する、ハウテン州の州都である。片仮名転記ではヨハネスブルク、ヨハネスバーグなどとも表記される。

## 概要
ヨハネスブルグは周辺地域からの人口流入などによって南アフリカ共和国最大の都市に成長し、人口は2019年で約563万人を数える。2019年の近郊を含む都市圏人口は1,050万人を擁するメガシティで、同国内では第1位、アフリカ内でも第4位である。
アフリカを代表する世界都市のひとつに数えられ、アメリカ合衆国のシンクタンクのひとつであるAT Kearneyが2017年に発表した総合的な世界都市ランキングにおいて、ヨハネスブルグは世界53位の都市と評価された。アフリカの都市では首位である。また、2016年に発表された「世界の都市総合力ランキング」では、世界42位と評価された。都市のGDPは1,100億ドルで、南部アフリカ第1位である。アフリカ最大の証券取引所であるJSEの所在地でもあり、アフリカ最高の金融センターと評価されている。

### 名称
名称の由来は確証が得られないものの、1886年に金鉱が発見された際に測量のため派遣されたヨハネス・マイヤーとヨハネス・リシックの名にちなんでいるという説が知られている。なお「Burg」は、アフリカーンス語の古語で「要塞都市」を意味する。
英語読みだと「ジョウハニスバーグ」、アフリカーンス語読みだと「ヨハネスブルフ」となる。略称として、Jozi、Joburg、Joni、eGoli、Joeys、Jhbなどが用いられている。
日本の高校生向け地図帳などでは「ヨハネスバーグ」と表記しているものもあるが、これは英語読みとアフリカーンス語読みが混在したもので不適切な表記だと指摘する声もある。

## 地理

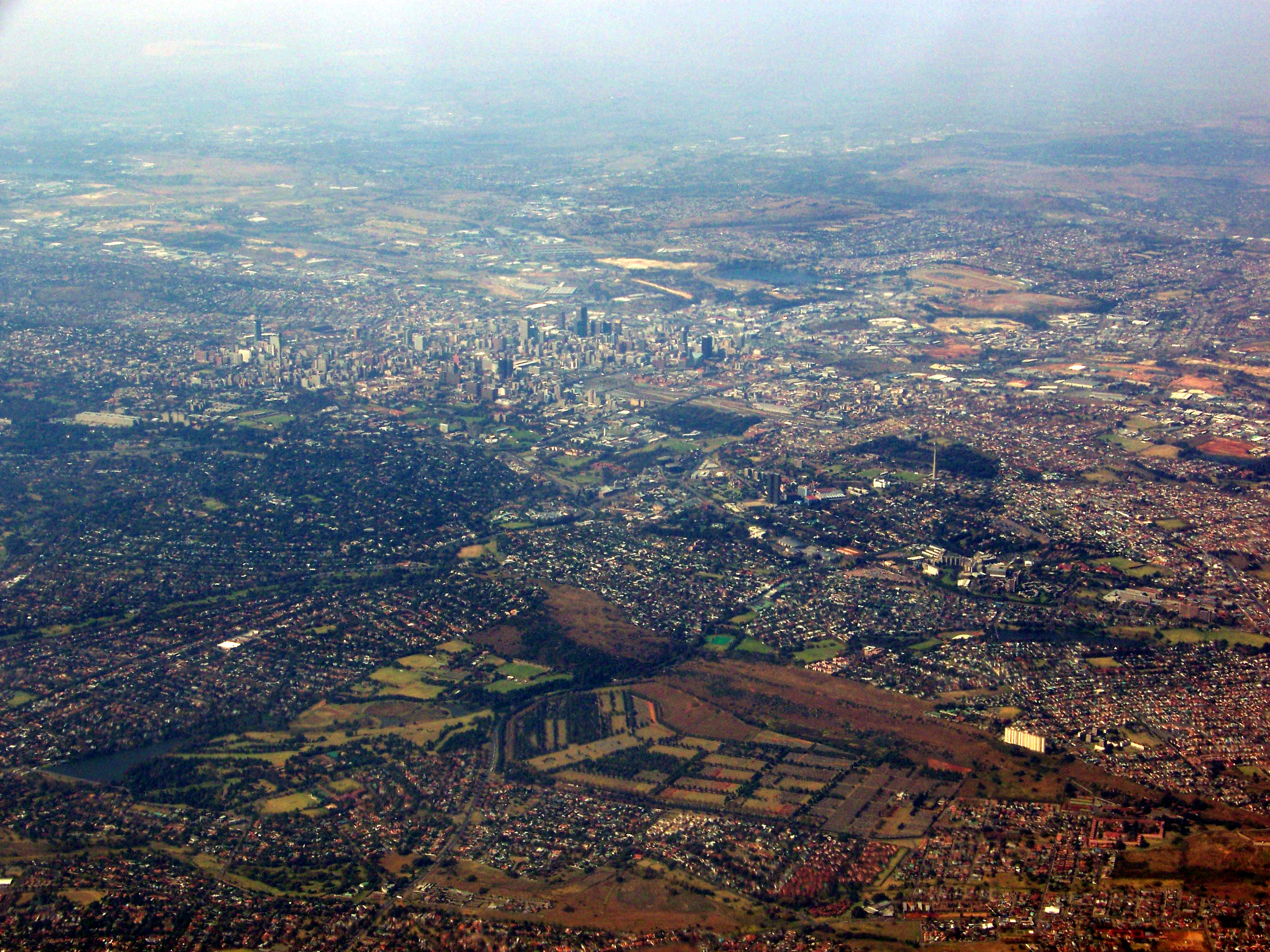
ヨハネスブルグの上空画像

### 地形
南アフリカ北東部の標高が約1,753mの高地に位置する。周辺地域は、ウィットウォーターズランドと呼ばれる小さな峰で、北部や西部の郊外は起伏のある丘が見られる。一方で、東部の都心地域は平野である。
ヨハネスブルグは年間平均降水量は713mm程度と比較的乾燥した気候であるにもかかわらず、600万本もの樹木がある世界最大の人工林を持つ都市と言われている。ほとんどの樹木は都市の北側に鉱業のため19世紀に植えられたものである。この地域はダイヤモンド鉱山などを牛耳るドイツ系移民の企業家Hermann Ecksteinが開発していた。彼はこの辺りを "forest estates Sachsenwald" と呼んでいた。その名前も、" Saxonwold" に変わり現在は郊外の地名になっている。第1次世界大戦中に、白人居住区はこの地域に移り、人工林も保持され、さらに新しい木も植えられた。しかし、その後の人口流入などのために現在は北側の開発が進み、多く樹木が伐採されている。20年から30年のうちに多くの森林が失われることが危惧されている。

### 気候
10月から4月の夏の期間は、午後遅い時間に時折激しい雨が降る。年間平均降水量は713mmで、そのほとんどが夏の期間に降る。その雨の勢いは凄まじく、道路が冠水し、衛星放送が見られなくなるなど、市民生活に影響があるほどである。豪雨は、雷や雹をともなうこともある。なお、ヨハネスブルグは自称ながら「世界一雷の多い街」と呼ばれる。
ヨハネスブルグの気温は通常穏やかである。南緯26度付近と低緯度ながら、標高が高いこともあり、夏の1月でも最高気温は26℃程度に留まる。また、冬の6月でも最高気温は平均して16℃程度である。しかし、冬の間は時々、気温が深夜に下がり、霜の降りる場合もある。なお、雪は滅多に降らず、1956年5月、1981年9月、2006年8月に経験したくらいである。2007年6月27日も降雪があり、その時は約10cmの積雪があった。
その後、2012年、2023年にも降雪が観測されている。
| ヨハネスブルグの気候                 | ヨハネスブルグの気候 | ヨハネスブルグの気候 | ヨハネスブルグの気候 | ヨハネスブルグの気候 | ヨハネスブルグの気候 | ヨハネスブルグの気候 | ヨハネスブルグの気候 | ヨハネスブルグの気候 | ヨハネスブルグの気候 | ヨハネスブルグの気候 | ヨハネスブルグの気候 | ヨハネスブルグの気候 | ヨハネスブルグの気候 |
| 月                                   | 1月                  | 2月                  | 3月                  | 4月                  | 5月                  | 6月                  | 7月                  | 8月                  | 9月                  | 10月                 | 11月                 | 12月                 | 年                   |
| ------------------------------------ | -------------------- | -------------------- | -------------------- | -------------------- | -------------------- | -------------------- | -------------------- | -------------------- | -------------------- | -------------------- | -------------------- | -------------------- | -------------------- |
| 最高気温記録 °C （°F）               | 35 (95)              | 34 (93)              | 32 (90)              | 29 (84)              | 26 (79)              | 23 (73)              | 24 (75)              | 26 (79)              | 31 (88)              | 32 (90)              | 33 (91)              | 32 (90)              | 35 (95)              |
| 平均最高気温 °C （°F）               | 25.6 (78.1)          | 25.1 (77.2)          | 24.0 (75.2)          | 21.1 (70)            | 18.9 (66)            | 16.0 (60.8)          | 16.7 (62.1)          | 19.4 (66.9)          | 22.8 (73)            | 23.8 (74.8)          | 24.2 (75.6)          | 25.2 (77.4)          | 21.9 (71.4)          |
| 平均最低気温 °C （°F）               | 14.7 (58.5)          | 14.1 (57.4)          | 13.1 (55.6)          | 10.3 (50.5)          | 7.2 (45)             | 4.1 (39.4)           | 4.1 (39.4)           | 6.2 (43.2)           | 9.3 (48.7)           | 11.2 (52.2)          | 12.7 (54.9)          | 13.9 (57)            | 10.1 (50.2)          |
| 最低気温記録 °C （°F）               | 7 (45)               | 6 (43)               | 2 (36)               | 1 (34)               | −3 (27)              | −8 (18)              | −5 (23)              | −5 (23)              | −3 (27)              | 0 (32)               | 2 (36)               | 4 (39)               | −8 (18)              |
| 降水量 mm （inch）                   | 125 (4.92)           | 90 (3.54)            | 91 (3.58)            | 54 (2.13)            | 13 (0.51)            | 9 (0.35)             | 4 (0.16)             | 6 (0.24)             | 27 (1.06)            | 72 (2.83)            | 117 (4.61)           | 105 (4.13)           | 713 (28.07)          |
| 平均降水日数                         | 15.9                 | 11.2                 | 11.9                 | 8.6                  | 2.9                  | 2                    | 1                    | 2.1                  | 3.8                  | 9.8                  | 15.2                 | 14.9                 | 99.3                 |
| 平均月間日照時間                     | 251.1                | 224                  | 238.7                | 237                  | 275.9                | 267                  | 285.2                | 285.2                | 282                  | 269.7                | 249                  | 263.5                | 3,128.3              |
| 出典1：Hong Kong Observatory         |                      |                      |                      |                      |                      |                      |                      |                      |                      |                      |                      |                      |                      |
| 出典2：South African Weather Service |                      |                      |                      |                      |                      |                      |                      |                      |                      |                      |                      |                      |                      |

### 地域

#### 行政区分
- A区

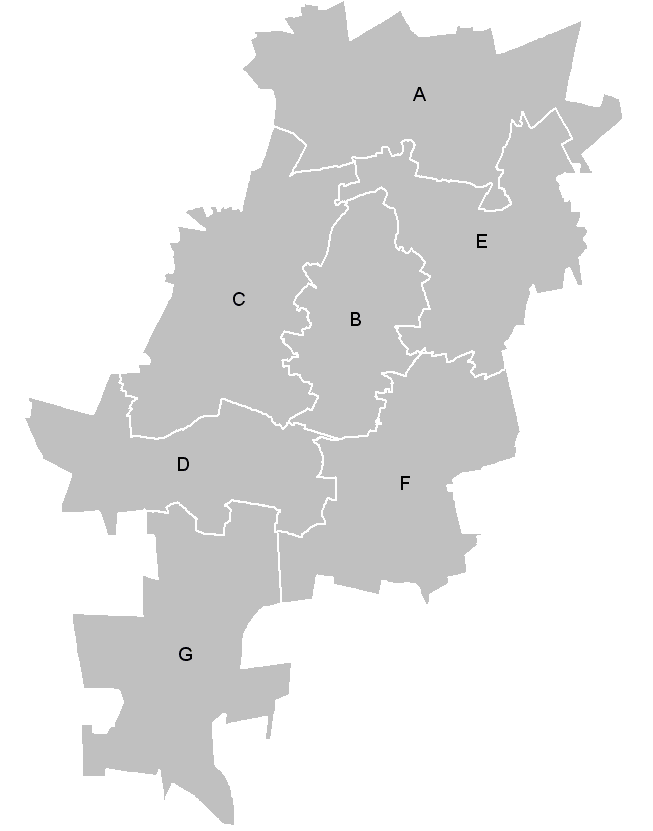
ヨハネスブルグの行政区分

  - ディープスロート、ミッドランド、ランセリアなど
- B区
  - ノースクリフなど
- C区
  - ローデポールトなど
- D区
  - ソウェトなど
- E区
  - サントン、アレクサンドラなど
- F区
  - インナーシティ（ヒルブロウ）など
- G区
  - エンナーデール、オレンジファームなど

## 歴史

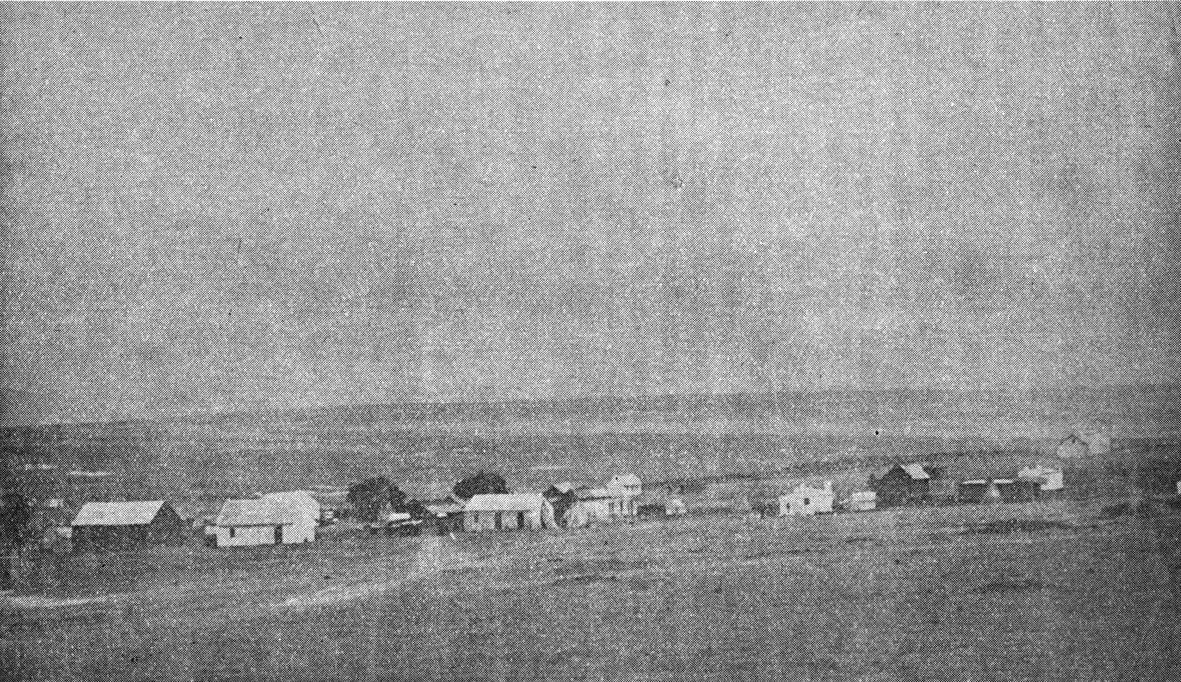
1886年に最初に金脈が発見された農場

### 先史
19世紀半ばまでは、先住民族であるサン人の小さな集落のひとつにすぎなかった。

### オランダ人の入植
1853年のトランスヴァール共和国成立以降も、開拓のためオランダ系移民のボーア人が定住したとは言え、大きく変わるものではなかった。しかし、1886年にウィットウォーターズランド（『白水の峰』を意味するアフリカーンス語）の金鉱脈が発見され、アフリカ各地からの移住者が増加した。一方、かねてより自国の南ア拠点であるケープ植民地の勢力伸長を狙っていたイギリスは、この機会をとらえて1890年にセシル・ローズ率いる入植民部隊を南ローデシア（現ジンバブエ）に投入し、金鉱の利権を巡ってボーア人側との緊張を高めていった。
この結果として19世紀末から20世紀初頭にかけて戦われたボーア戦争において、イギリスはボーア人に勝利して金鉱をおさえた。ただ、その後、イギリス人とボーア人は和解し、黒人の権利を踏みにじりつつ鉱山労働などで酷使するアパルトヘイト政策（1948年〜1994年）を施行していった。

### アパルトヘイト時代
アパルトヘイト統治時代、市内はアフリカーナー（ボーア人）とイギリス系が住む白人居住区と、アフリカ系やカラードなど有色人種が住む黒人居住区に分断され、黒人の白人居住区への立ち入りを厳しく制限した。殊に、1959年のバントゥー自治促進法の公布にあたっては、ヨハネスブルグにおいてもアフリカ人居住地域ソフィアタウンが取り壊され、約6万人の住民が市域南部のソウェトに強制移住させられた。白人居住区にはさまざまな優遇政策が実施され、ソウェトの住民の不満は高まっていった。1976年に至り、学生を中心としたアフリカ系住民による大規模な暴動であるソウェト蜂起が勃発し、国内外に波紋を投げかけることとなった。この事件をひとつの契機としてアパルトヘイト政策は曲がり角を迎え、1994年にようやく全面廃止されるに至った。

### アパルトヘイトの廃止後
この廃止を受けて旧白人・黒人居住区間の移動制限が撤廃されたため、1990年代には職を求めてアフリカーナー居住区に多くのアフリカ系とカラードが移住した。しかし現実には彼らのほとんどは職を得ることができなかったため、失業者による犯罪が多発し、市内の治安が極端に悪化していった。

### 21世紀
2000年に周辺の自治体と合併し、ヨハネスブルグ市都市圏が発足した。2002年には「持続可能な開発に関する世界首脳会議」が開催された。これは、1992年にリオデジャネイロで開催された地球サミットを受けたものである。この国際会議において、「持続可能な開発に関するヨハネスブルグ宣言」が出された。しかし依然として、金鉱での採掘が難しくなってきたことなどによる経済の悪化や、人口流入や失業者による治安の悪化、さらに、治安の悪化を理由とする富裕層や企業の移転にともなうさらなる経済の悪化といった悪循環が起こってきた。また、犯罪多発とともに、エイズの蔓延の問題も、近代都市・国際都市としてのヨハネスブルグの暗部であり続けている。
2023年8月、第15回BRICS首脳会議がヨハネスブルグで行われた。エジプトやエチオピアなどの国が2024年にBRICS加盟国となる事が発表され、南アフリカが2011年に参加して以来の加盟国拡大となった。

## 政治

### 行政区域の変遷
アパルトヘイト廃止以前は、ヨハネスブルグ市内には人種居住区別に11の行政区（アフリカーナー行政区7・アフリカ系、カラード行政区4）が設置されていた。行政区域はきわめて非効率的で、市政府は税支出の90%をアフリカーナー居住区に、アフリカ系やカラード居住区への税支出は10%にすぎなかった。
1995年に、アパルトヘイト廃止にともない成立した市政府は、税支出の民族別不均衡の是正に取り組むと同時に、民族別居住区の撤廃を実施した。
1999年に、周辺の自治体と合併することで市域の拡大を行い、ヨハネスブルグ市都市圏が発足した。このとき、市内を民族構成や地域構成を基に約30万人を目安とした新たな11行政区・109地区に再編した。
2006年2月、市政府は行政サービスの効率化を図るため、市議会の議決を経て7行政区へ再編した。

### 行政

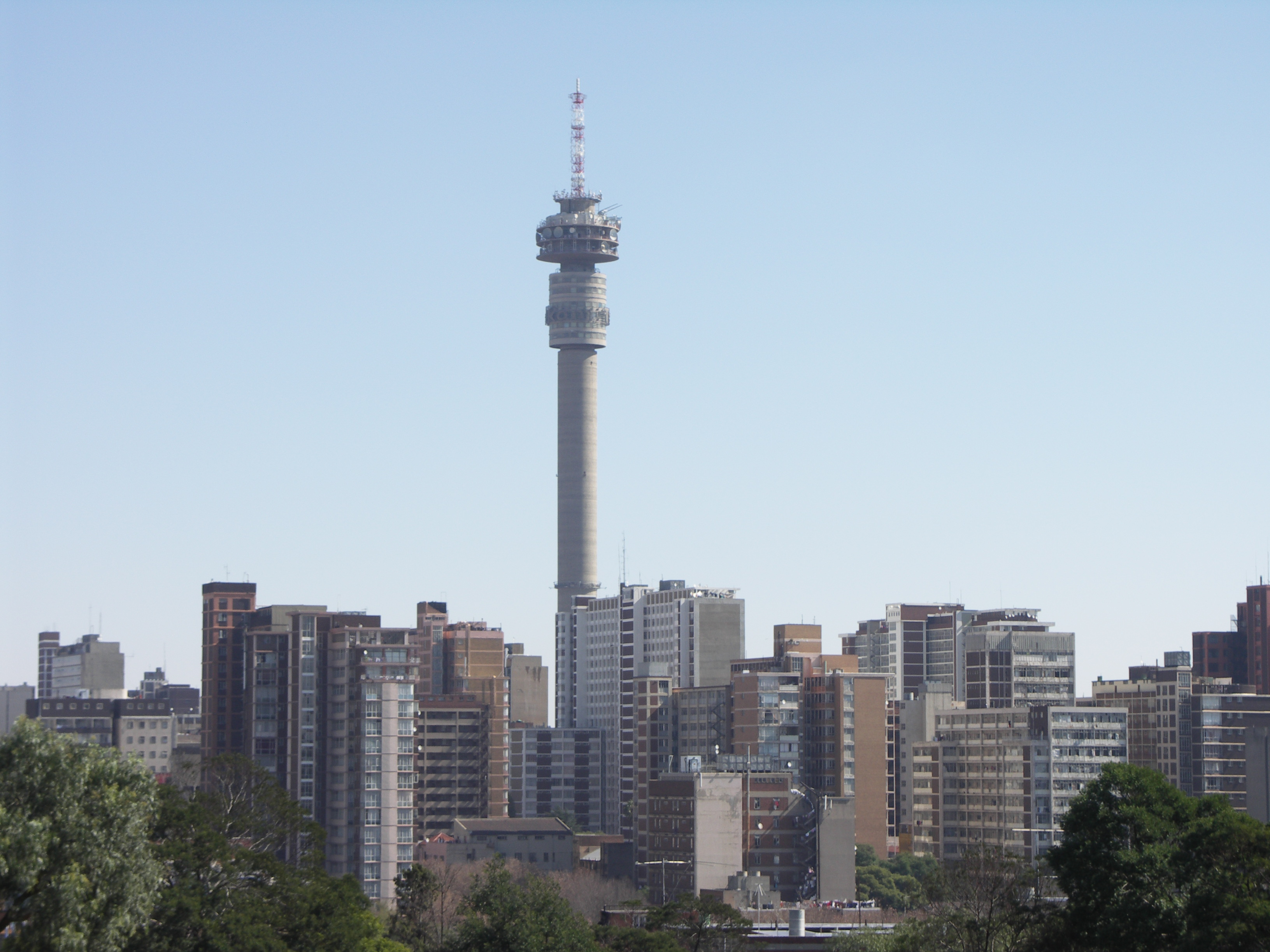
F区のヒルブロウ・タワー

- 市長：タペロ・アーマド（Thapelo Amad、2023年1月27日就任）

### 議会

#### 市議会
- 市議会議長 -
- 市議会構成 -

## 治安

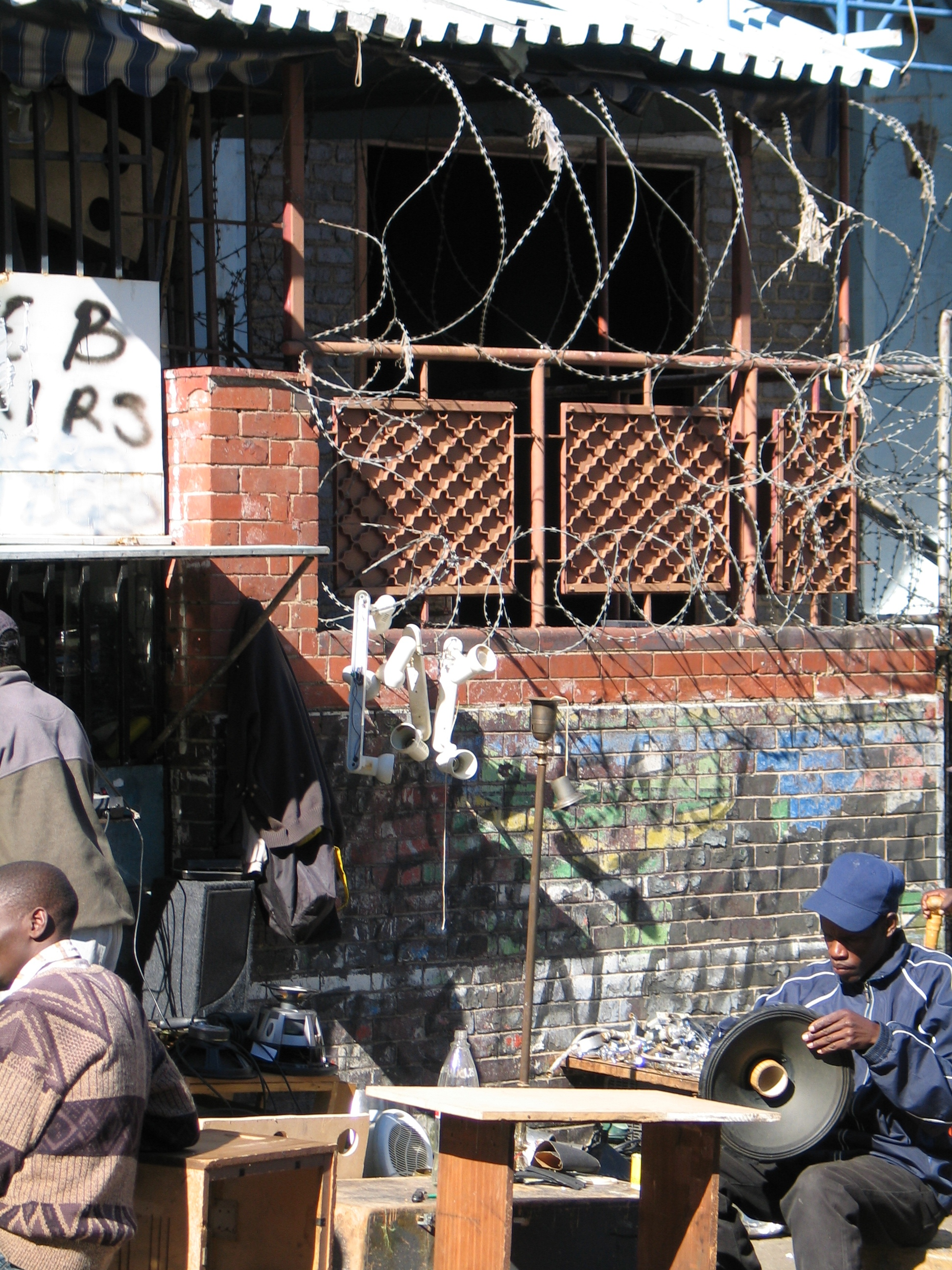
有刺鉄線を張り巡らす商店

ヨハネスブルグは、世界の中で甚だしく治安の悪い犯罪凶悪都市のひとつとされる。アパルトヘイト時代は比較的良好だったヨハネスブルグの治安は、見る影もなく悪化した。
実際に、南アフリカ共和国は都市部での犯罪性向が強い。2011年に発表された犯罪統計によると、主要都市が所在する3州（ヨハネスブルグを含むハウテン州、西ケープ州、クワズル・ナタール州）で、南アフリカ共和国における殺人事件の59.1%、住居侵入強盗事件の73.5%、性的犯罪の56.4%が発生している。さらに南アフリカ全体での犯罪件数も多く（殺人が年間1万5,940件（1日あたり43.6件）、殺人未遂が1万5,493件（1日あたり42.4件）、武装強盗が10万1,463件（1日あたり277.9件）、強盗が5万4,883件（1日あたり150.3件）、強姦を含む性犯罪が6万6,196件（1日あたり181.3件）発生した。
なお、これらの数字および被害者の数の多くはギャング同士の抗争や酒場での喧嘩が原因で、観光客がこの被害に遭うことは少ないとする意見もある。しかし、実際はヨハネスブルグでは昼間であっても、犯罪多発地区への立ち入りは非常に危険であり、日本の外務省などは、そのような地区への立ち入りはしないように勧告している。
とりわけヨハネスブルグ中央部界隈の治安の悪さは、戦時下にない地域としては世界でもワーストクラスとなってしまった。どの店でもショーウィンドウには鉄格子が据えつけられ、治安の悪い地区には有刺鉄線が張りめぐらされた商店もある。
ヨハネスブルグ中心部のヒルブロウにあるポンテタワーは、白人が去りギャングが制圧した建物で、この周辺の治安が特に悪化している。
治安の悪化によって、富裕層から中産階級層のオフィスや居住地は北部のサントン地区などの郊外へ移転し始めた。彼らが移住して行った先の地区は中心部にホテルが併設された大型ショッピングセンターが存在するなど、地区内で生活が完結する一種のゲーテッドコミュニティとなっている。これらの高級施設や区画は、高圧電線、窓の鉄格子、電子防犯装置、銃火器で武装した警備員、警備犬の巡回によって、治安は比較的良好に保たれている。

### 背景

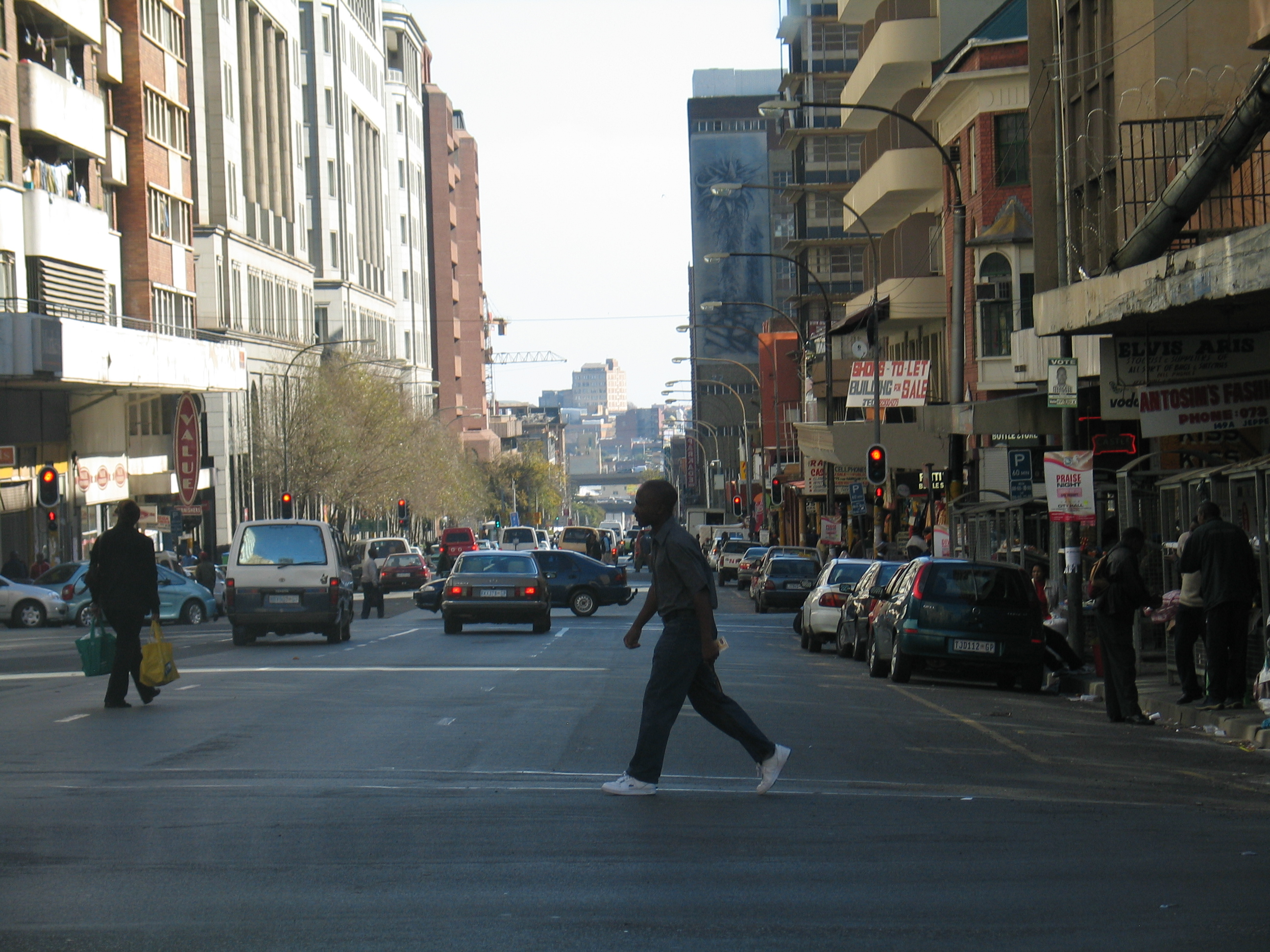
ヨハネスブルグの中でも危険度が高いとされるヒルブロウ地区。治安悪化にともない白人富裕層が逃げ出したこともあり、近代的なビル群が林立するわりには車道の交通量が不自然に少ない。

ヨハネスブルグにはアパルトヘイト廃止後、職を求めて国内からは元より、国外からも不法入国者を含めて、多くのアフリカ系黒人とカラードが一挙に流れ込んだ。しかし、アパルトヘイト時代の黒人に対する教育環境は非常に貧しく、非識字者が多いことはもちろんのこと、四則計算のような算数の初歩程度の知識すら有さない者も多い。南アフリカ共和国に隣接する国家から流入する者も同様である。こうした初等教育すら受けていない黒人たちが高層ビルの林立する近代都市で職を得ることは難しい。その結果、一部の者を犯罪へ駆り立て、多くの犯罪組織が作られることとなり、ヨハネスブルグの治安は急速に悪化した。これを嫌った白人富裕層は、ヨハネスブルグからサントンなどの近郊へと移住し、さらに企業も移転していった。こうした悪循環でヨハネスブルグではますます仕事の機会がなくなり、ついには街の一部（ヨハネスブルグ中心部など）は完全なゴーストタウンと化した。写真にある近代的な高層ビル群や高級マンションには、逃げ出した白人たちに代わって、周辺諸国からの不法移民や市街地に流れ込んできた貧困層の黒人たちが、不法入居者として住みつき、麻薬取引を始めとする犯罪の温床と化した。
また、南アフリカの都市では、経済的な貧困に加えて、すでに死因の1位となっているエイズ蔓延による深い絶望感、さらにアパルトヘイト時代に鬱積した不満の反動とが複雑に絡み合い、銃器が簡単に入手できる環境から、実に簡単に殺害行為が引き起こされるようになってしまった。犯罪に手を染めるマフィアの縄張り争いや金銭のトラブル、または酒場でのいさかいなどが主な原因となっている。

### 危険情報
日本の外務省からは、南アフリカ共和国に対しては危険情報が出されている。ヨハネスブルグはその中で1項目として挙げられている状態で、ダウンタウンやヒルブロウ地区については「可能な限り公共輸送機関の利用は避け、同地区には立ち入らないように」という勧告も出されている。ヨハネスブルグでは自動車での移動においても、交差点で赤信号のために停車した日本人ドライバーがガラスを割られて助手席の荷物を盗られるという事件や、乗用車の故障のため高速道路の脇に車を停めて車外に出たドライバーがギャングに殺される事件が発生している。

### 改善への取り組み
ヨハネスブルグ警察は治安の悪化を改善すべく防犯カメラを中心部に多数設け、24時間監視を開始した。中心部は改善がみられたものの、犯罪グループの活動拠点が中心部から移動し、治安の悪化がカメラの設置されていない郊外部に拡大した。

## 対外関係

### 姉妹都市･提携都市

#### 国内
- プレトリア（南アフリカ共和国）

#### 国外
姉妹都市
- サンパウロ （ブラジル連邦）
- ニューヨーク （アメリカ合衆国）
- ロンドン （イギリス連合王国 イングランド国）
- バーミンガム （イギリス連合王国 イングランド国）
- ヴァル･ド･マルヌ県（フランス共和国）
- 台北市 （中華民国 直轄市）
- ラマッラー （パレスチナ国）
- アクラ（ガーナ共和国）
- アディスアベバ（エチオピア連邦民主共和国）
- キンシャサ（コンゴ民主共和国）
- マトラ（モザンビーク共和国）
- ウィントフック（ナミビア共和国）
- キガリ（ルワンダ共和国）

## 経済

### 第二次産業

#### 鉱業
ヨハネスブルグは金鉱山の開発によって成立した町で、現在でも市の境界線近くで多くの金鉱山が操業しており、鉱山会社のほとんどもヨハネスブルグに本社を置いている。しかし、1世紀以上にわたって年間生産量第1位を誇ってきた南アフリカの金鉱山は、採掘坑道の長大化、深部化によるコスト増により、生産量は2009年時点でアメリカ合衆国に次ぐ世界第4位へと地位が低下してきている。

#### 工業
鉄鋼やセメントを中心とした工業も盛んで、長らくヨハネスブルグで重要な地位にあった。

### 第三次産業

#### 金融業
現在のヨハネスブルグの主幹産業は、商業および金融である。JSEはアフリカ最大の証券取引所であり、銀行や製造業の企業の多くもヨハネスブルグに本社を置き、外国企業の支店も多く立地している。

## 情報・通信

### マスメディア
南アフリカ共和国の経済の中心地であるため、テレビ局や新聞社、出版社も多い。ただし、治安の悪化が暗い影を落としている。

## 教育

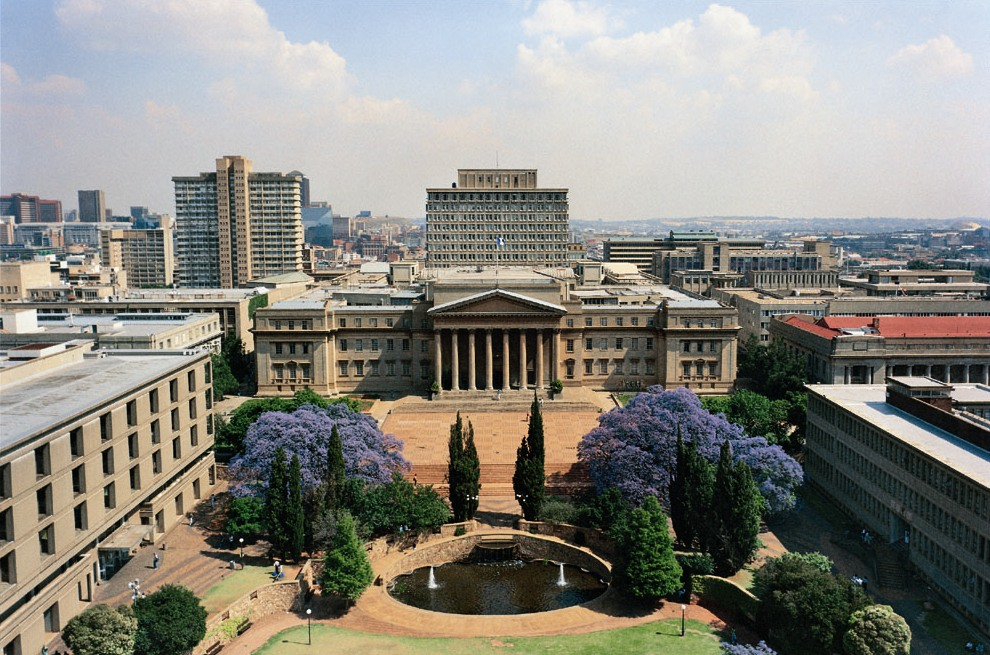
ウィットウォータズランド大学

### 大学
ヨハネスブルグには公立・私立ともに質の高い大学がある。2005年1月、ランド・アフリカーンス大学、ウィットウォータズランド工科大学、ビスタ大学の3つが合併し、ヨハネスブルグ大学が設立された。この大学では英語だけでなくアフリカーンス語でも教育が行われる。
- ヨハネスブルグ大学
- ウィットウォータズランド大学
- モナシュ大学

### 日本人学校
市内には日本人学校であるヨハネスブルグ日本人学校がある。

## 交通
国内最大のO・R・タンボ国際空港が所在するなど、南アフリカ共和国の空の玄関都市である。鉄道、高速道路も各都市を結び、よく整備されている。

### 空路

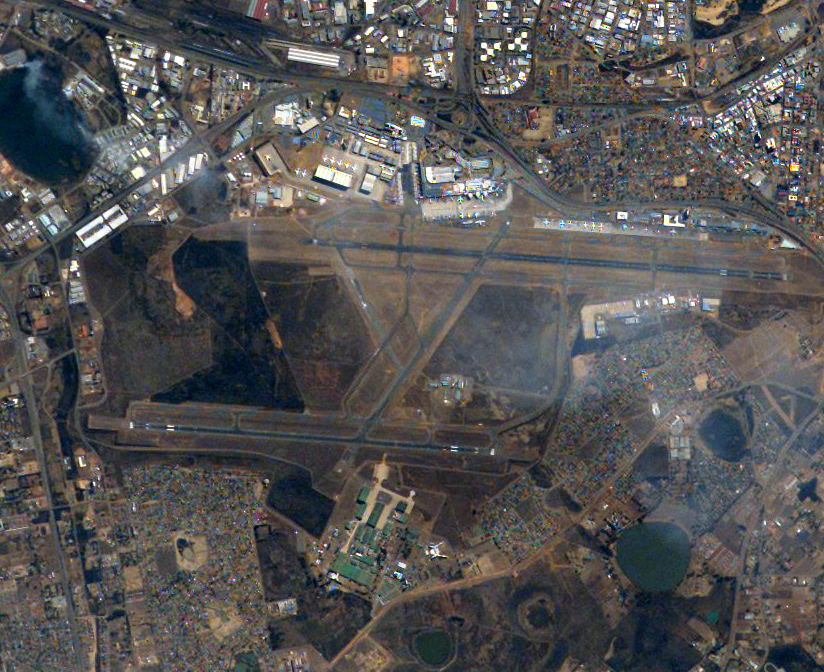
O・R・タンボ国際空港

#### 空港
国内最大のO・R・タンボ国際空港のほか、国内線専用のランセリア空港、小規模空港であるランド空港、グランドセントラル空港がある。
- O・R・タンボ国際空港（旧ヨハネスブルグ国際空港）
- ランセリア空港
- ランド空港
- グランドセントラル空港

### 鉄道

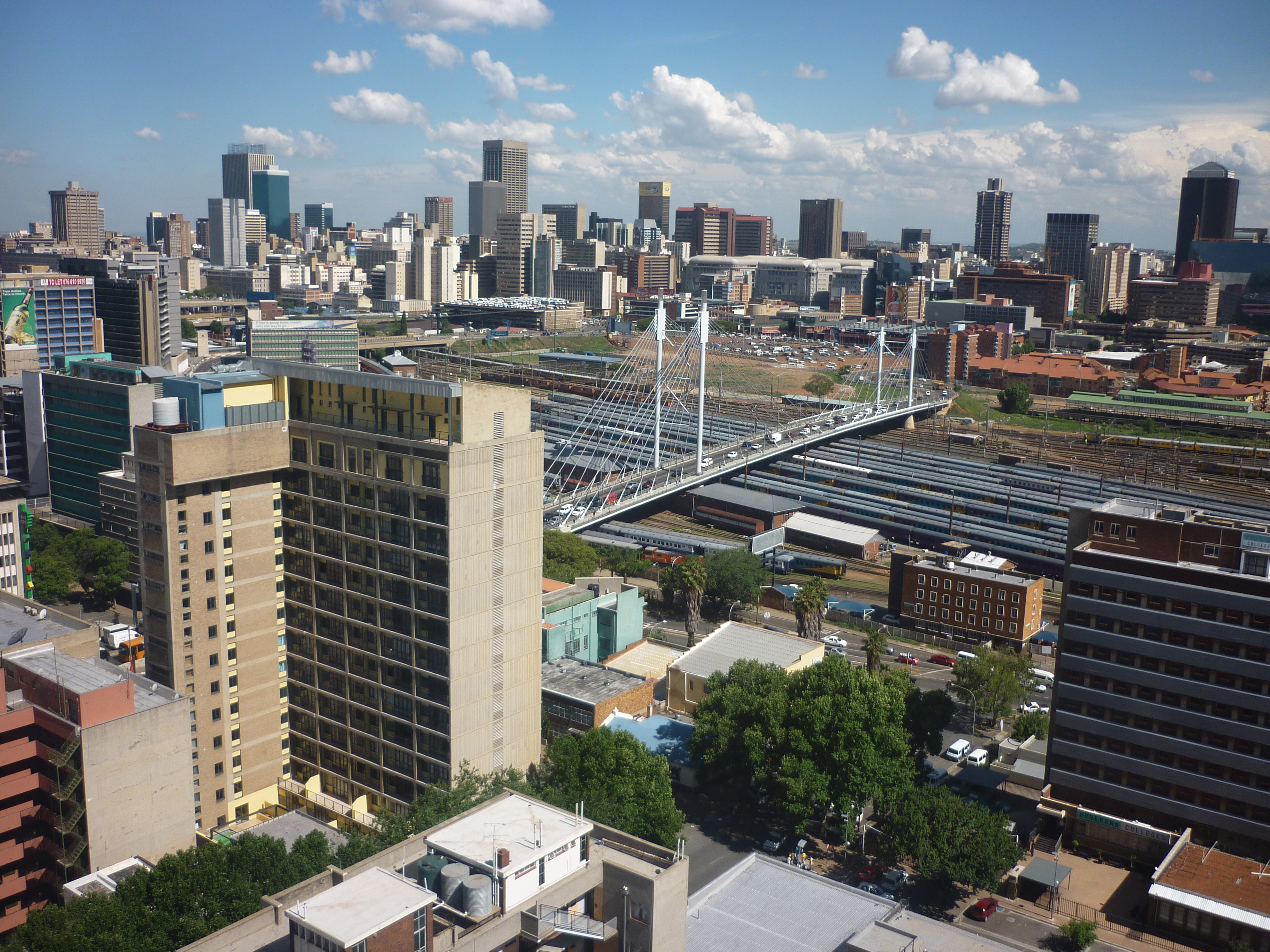
ヨハネスブルグパーク駅

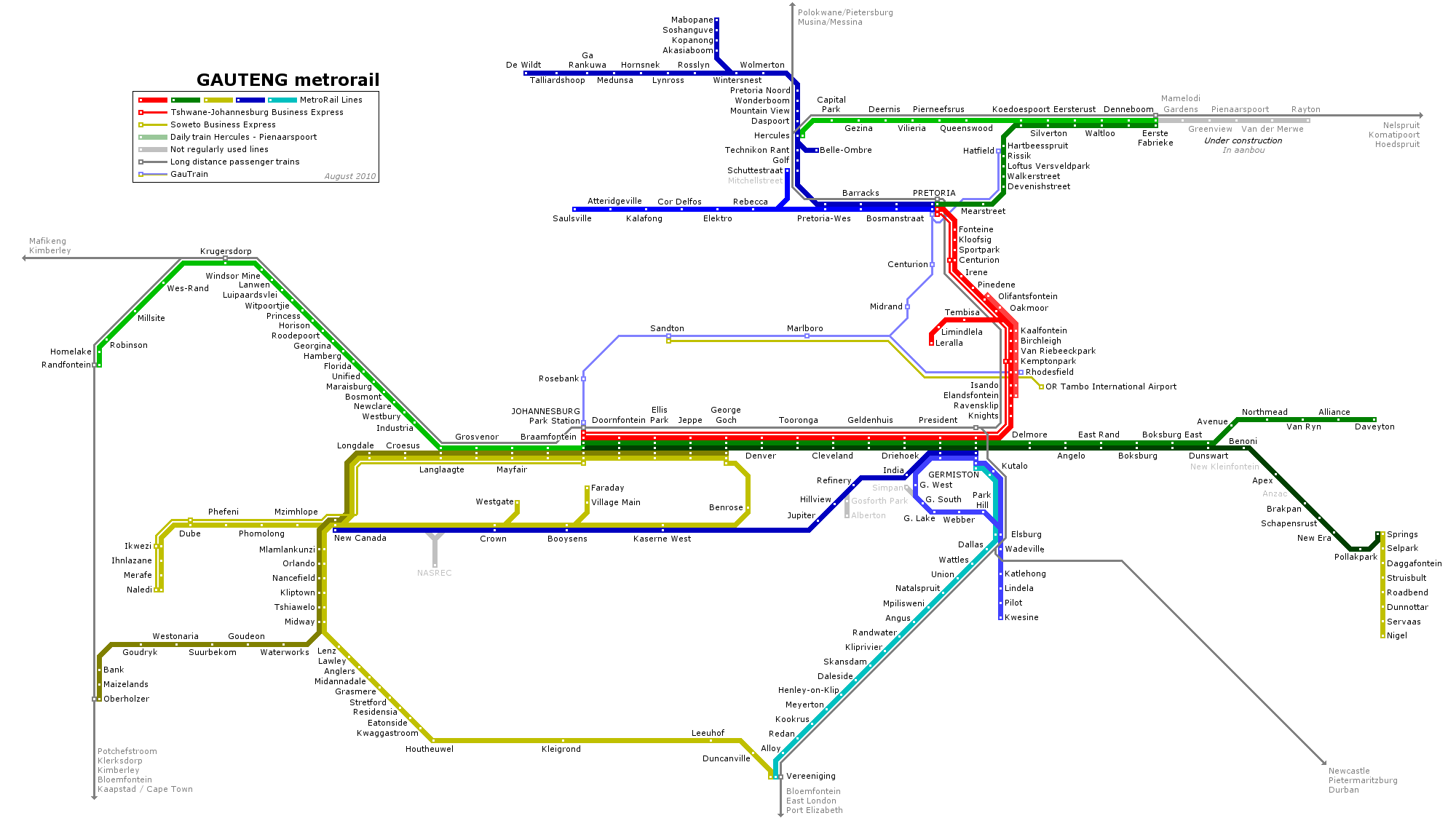
メトロレール路線図
（ヨハネスブルグ都市圏）

メトロレールの新車両

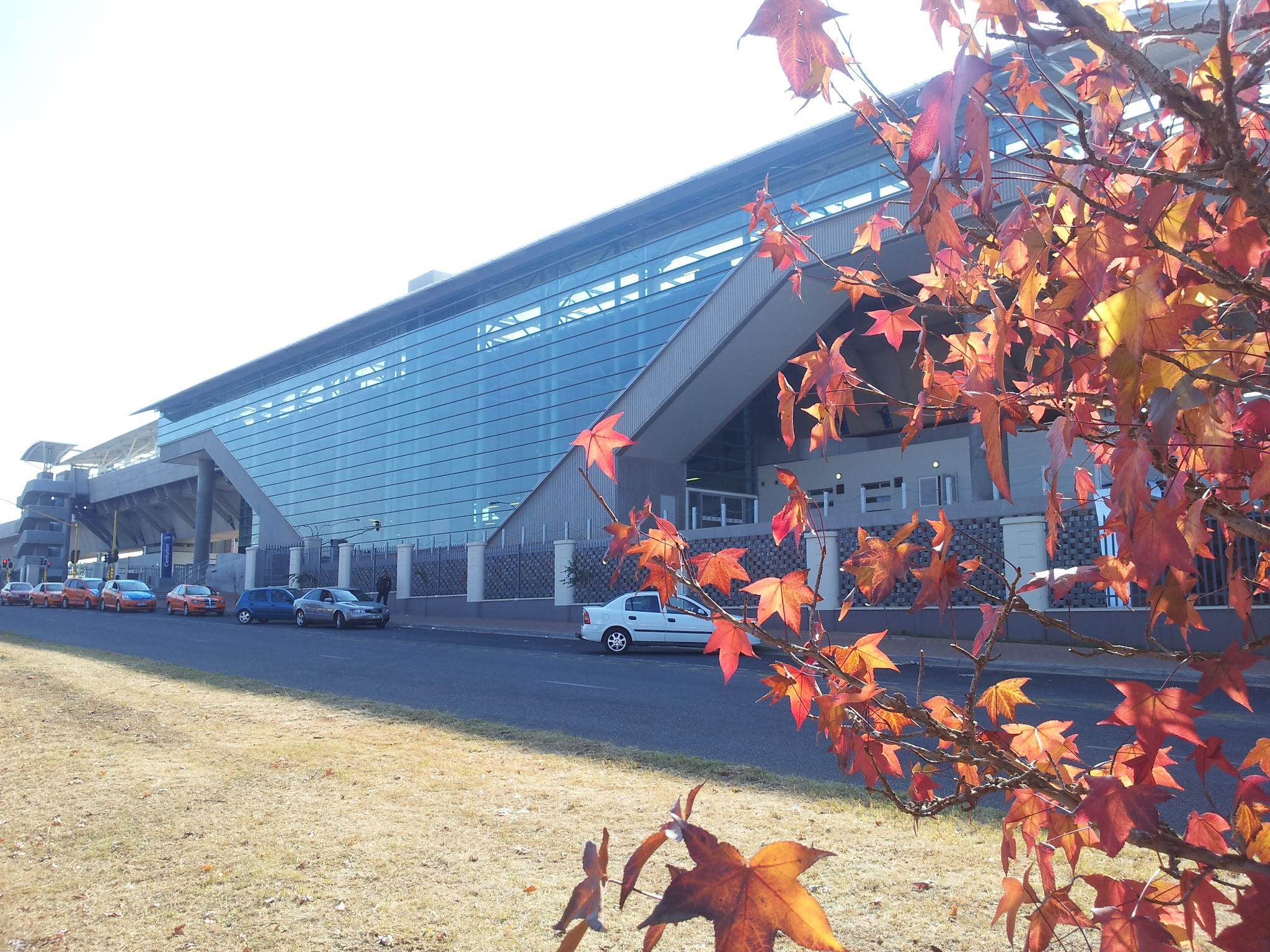
ハウトレインの駅舎

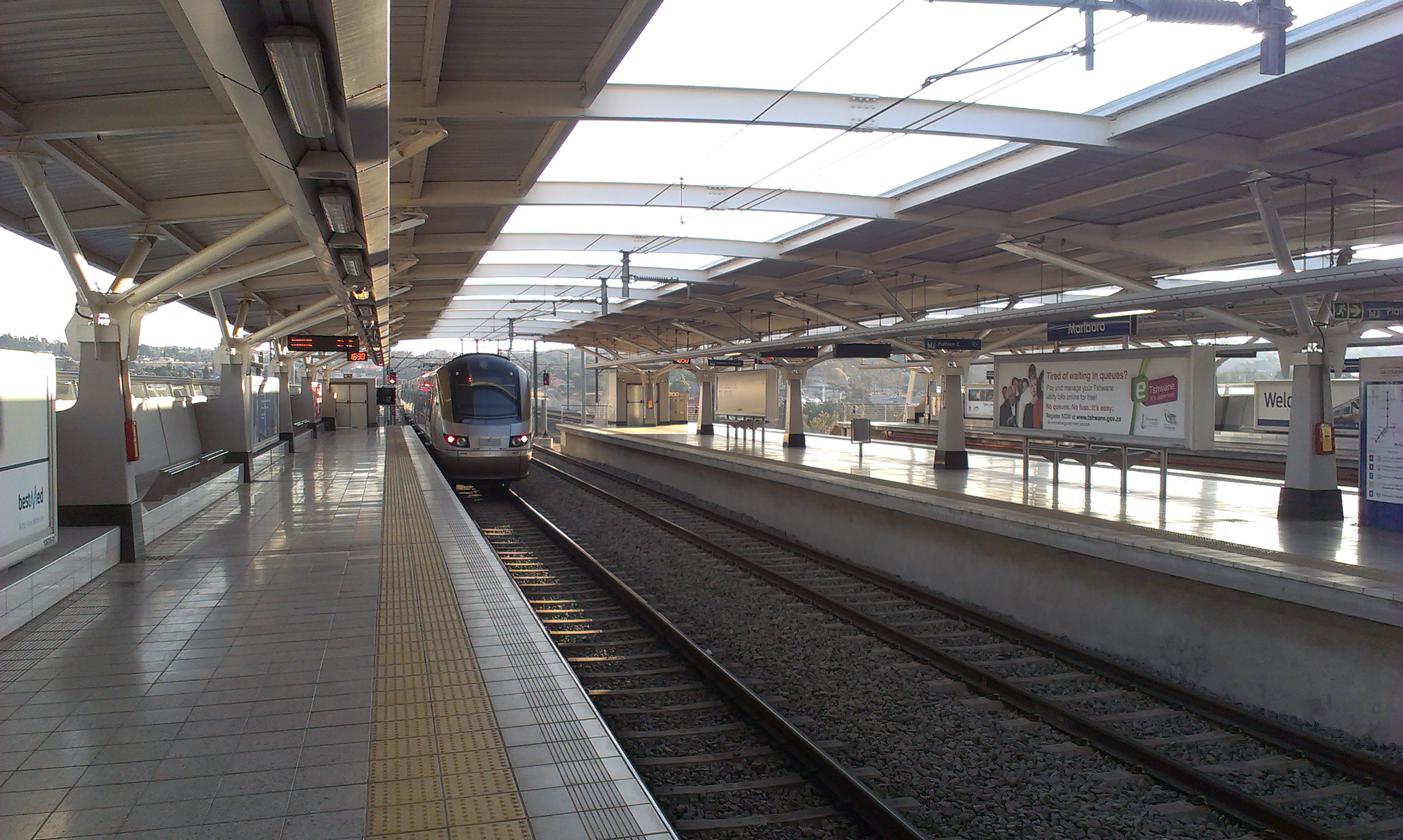
ハウトレインの車両

#### 国鉄
ヨハネスブルグの中央駅であるヨハネスブルグパーク駅はメトロレール、ハウトレインの通勤列車のほか、長距離列車を運行するショショローザ・メイルのターミナルとなっており、ケープタウンや ダーバン、イーストロンドンなど国内各地と結ばれている。しかし、観光用の豪華寝台列車であるブルートレインとロボスレイルは、治安の問題によりプレトリア駅発着にしており、ヨハネスブルグパーク駅は通過する。通勤列車としては南アフリカ旅客鉄道公社によるメトロレールとハウトレインが運行されている。
長距離・寝台列車
- ショショローザ・メイル…南アフリカ旅客鉄道公社による運行。かつては他方面への路線が運行されていたが、2025年現在では多くの路線が運休中となっている。
- ブルートレイン - 治安の悪化により、2025年現在は通過駅となっている。
- ロボスレイル

通勤列車
- メトロレール

ヨハネスブルグ付近には網の目のようにメトロレールと呼ばれる、アフリカの都市の中では最大規模の近郊列車網が敷かれていおり、多くの市民にとって便利な交通機関として利用されている。ハウトレインだけでなくメトロレールでもプレトリアとも結ばれておりローデスフィールド駅でハウトレインに乗り換えればタンボ国際空港へ行くことも可能であるが、ソウェト等、主にヨハネスブルク市内の南部を中心に路線が敷かれている。しかし、運賃も安いことから利用客の大半が黒人層に限定されており、事故やトレインサーフィンが起きたり等設備も老朽化が進んでいる。安全性や治安の問題から白人層の利用は殆ど見られず観光客の利用も推奨されていない。近年は老朽化した路線や駅設備の更新や新車両のエクストラポリス・メガを導入し、社内での飲食の禁止等の規則を設け、駅設備や車内の警備体制を強化する等の改善が図られているが依然として旅行者が気軽に利用できる交通網にはなっていない。
- ハウトレイン

2010年に開通した空港や市内E区のサントン地区、プレトリアを結ぶ近郊列車のハウトレインは、最高時速160㎞で運転し、設備も新しく運賃も高いが、治安が比較的良好に保たれており、比較的安全に利用できる非常に便利な鉄道路線となっている。ソウェトやエクルレニ都市圏方面への延伸も計画されている。

### バス
都市内の路線はメトロバス社によって運行されており、年間約2,000万人の旅客を輸送している。また、サントン地区に本社を置くPUTCO社は都市圏郊外においてもバス路線を展開している。

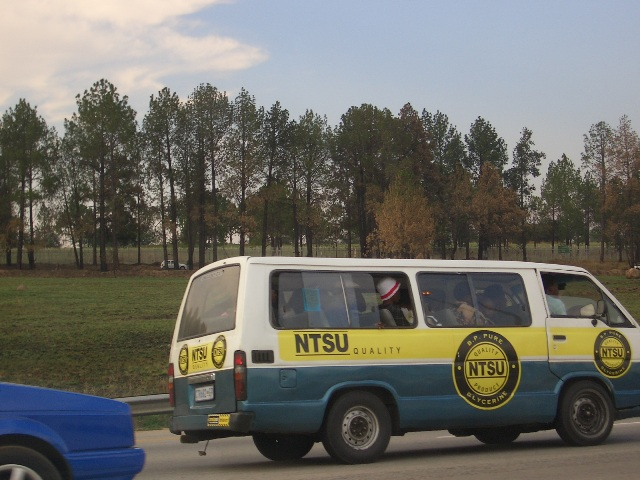
ミニバス

### 道路

#### 高速道路
- ナショナルロード
  - N1号線
  - N3号線
  - N12号線
  - N17号線

N1号線
N3号線
N12号線
N17号線

## 観光
テーマパーク
- ゴールド・リーフ・シティ

動物園
- ヨハネスブルグ動物園

博物館

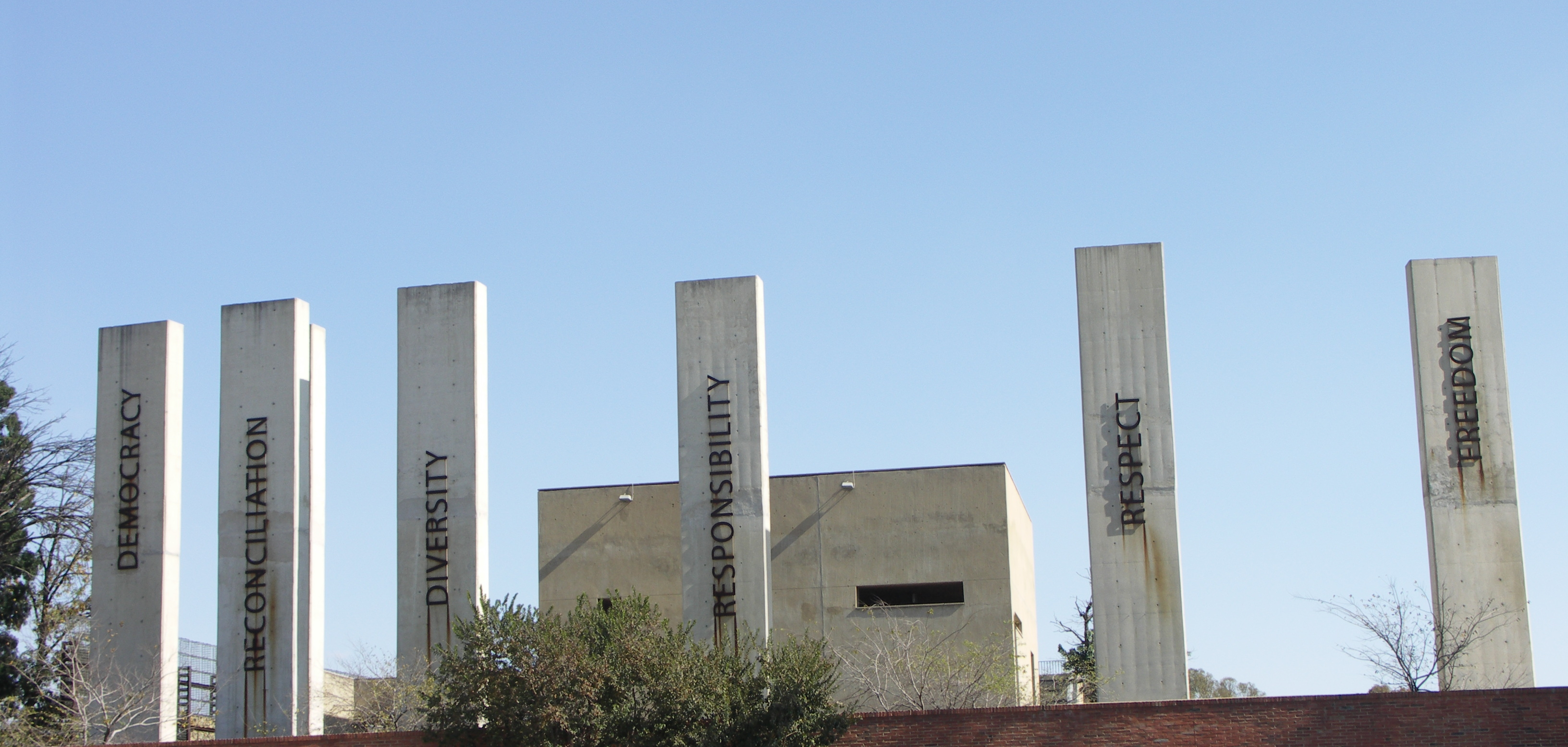
アパルトヘイト博物館
- ネルソン・マンデラ国立博物館
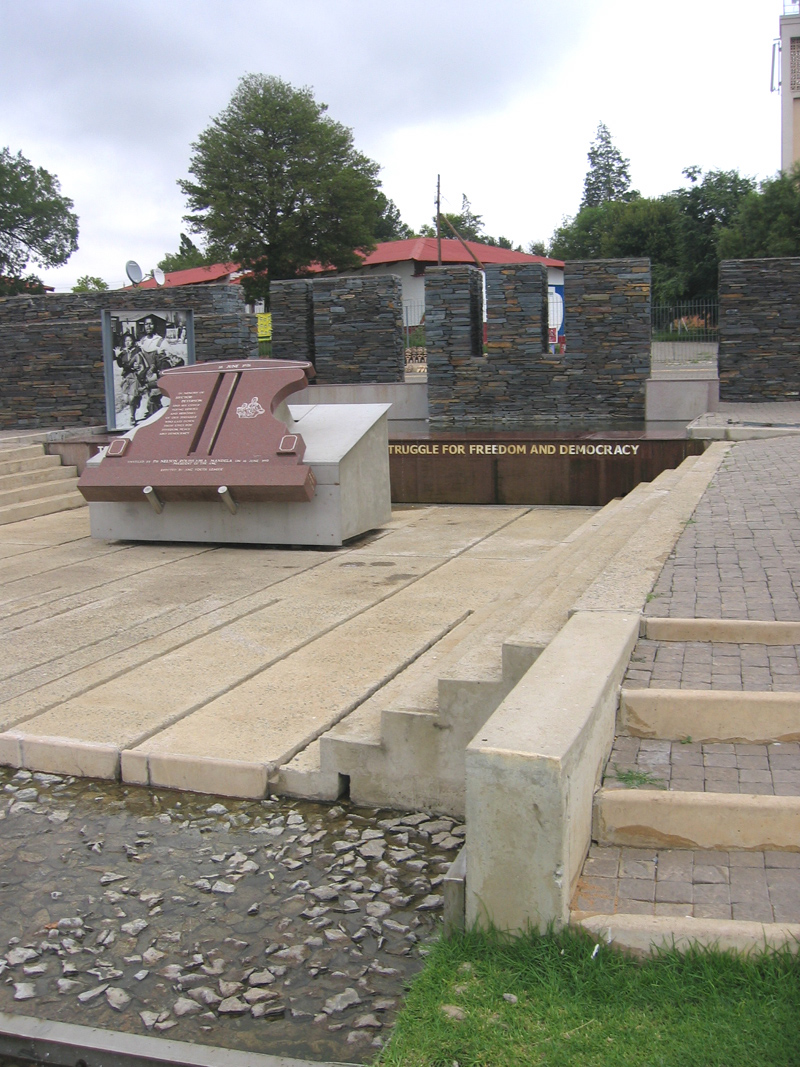
ヘクター・ピーターソン博物館
- 南アフリカ国立歴史軍事博物館

美術館
- ヨハネスブルグ美術館
- ミュージアムアフリカ

商業施設
- サントン・シティ

- アパルトヘイト博物館
- ヘクター・ピーターソン博物館

## 文化・名物

### 住民

ヨハネスブルグ大都市圏内各地区の使用言語図（2001年）
優勢言語なし

| アフリカーンス語 英語 南ンデベレ語 コサ語 ズールー語 |  | 北ソト語 ソト語 ツワナ語 ヴェンダ語 ツォンガ語 |

#### 民族
2011年の国勢調査によると、ヨハネスブルグ大都市圏の人口の76.4%が黒人、12.3%が白人、5.6%がカラード、4.9%がインド・アジア系である。
旧ヨハネスブルグ市内（人口100万人）では2001年時点での人種構成は、黒人48.7%、白人22.9%、カラード17.1%、インド・アジア系11.2%であり、白人が比較的多い。また、治安が悪化したダウンタウン地区に代わって、業務拠点地区となった富裕層が多く住むサントン地区では白人が60.6%を占める。一方、治安の悪いソウェト地区では黒人が99.3%を占める。

#### 言語
2001年の国勢調査によると、言語についてはヨハネスブルグ大都市圏の全人口の32%がングニ諸語（南ンデベレ語、ズールー語、コサ語など）、24%がソト・ツワナ諸語（ソト語、北ソト語、ツワナ語など）、18%が英語、7%がアフリカーンス語、6%がヴェンダ語などのヴェンダ諸語を家庭で話しているなど、非常に多言語な都市である。
旧ヨハネスブルグ市内（人口100万人）では、英語が37.12%、ズールー語が17.31%、アフリカーンス語16.02%と、市中心部周辺ほど英語が主流である。特に、中心部の治安悪化を理由に移転してきた者が多く住むサントン地区での言語は、英語が65.1%と半数以上を占めている。一方で、治安の悪いソウェト地区での言語は、ズールー語が40.9%、ソト語18.3%、ツワナ語12.4%、コサ語10.3%である。

### スポーツ
FNBスタジアムが、第19回FIFAワールドカップの決勝戦を行うファイナルスタジアムとして決定したものの、命名権を持つファースト・ナショナル・バンクのFIFAスポンサー権利範囲が国内に限定されるため、大会中はスタジアム名を「サッカーシティ・スタジアム」に変更した。クリケットも人気スポーツの一つであり、2003年に南アフリカがクリケット・ワールドカップをジンバブエやケニアと共同開催し、決勝戦はヨハネスブルグのワンダラーズ・スタジアムで行われた。
| スポーツ   | リーグ                                 | クラブ                   | 競技場                   |
| ---------- | -------------------------------------- | ------------------------ | ------------------------ |
| サッカー   | プレミアサッカーリーグ                 | オーランド・パイレーツFC | FNBスタジアム            |
| サッカー   | プレミアサッカーリーグ                 | カイザー・チーフスFC     | ヨハネスブルグスタジアム |
| サッカー   | プレミアサッカーリーグ                 | モロカ・スワローズFC     | ランドスタジアム         |
| ラグビー   | ユナイテッドラグビーチャンピオンシップ | ライオンズ               | コカ・コーラ・パーク     |
| ラグビー   | カリーカップ                           | ゴールデン・ライオンズ   | コカ・コーラ・パーク     |
| クリケット | CSA・T20・チャレンジ                   | インペリアル・ライオンズ | ワンダラーズ・スタジアム |
| 競馬       | サウスアフリカンダービー               |                          | ターフフォンテン競馬場   |

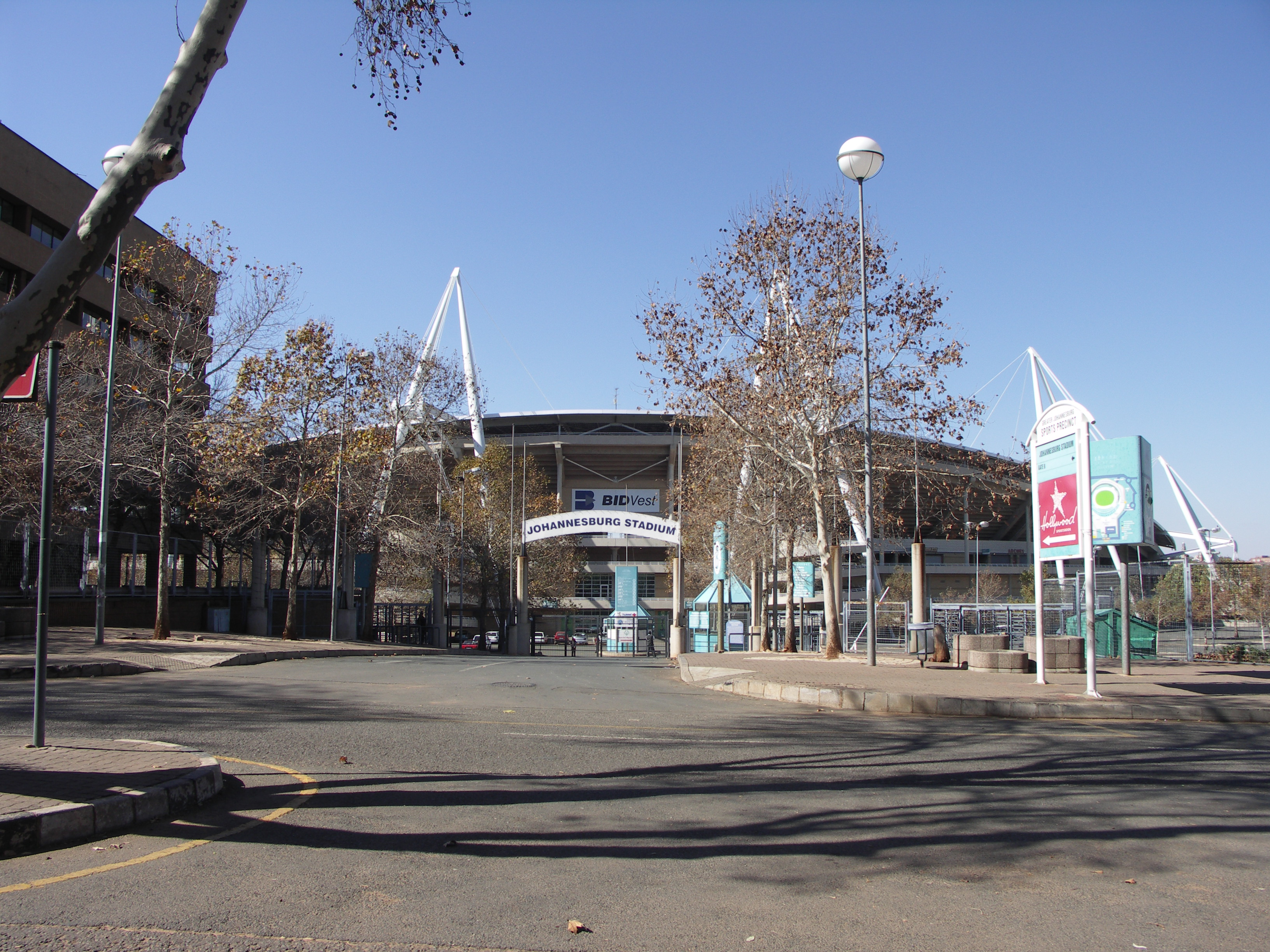
ヨハネスブルグスタジアム
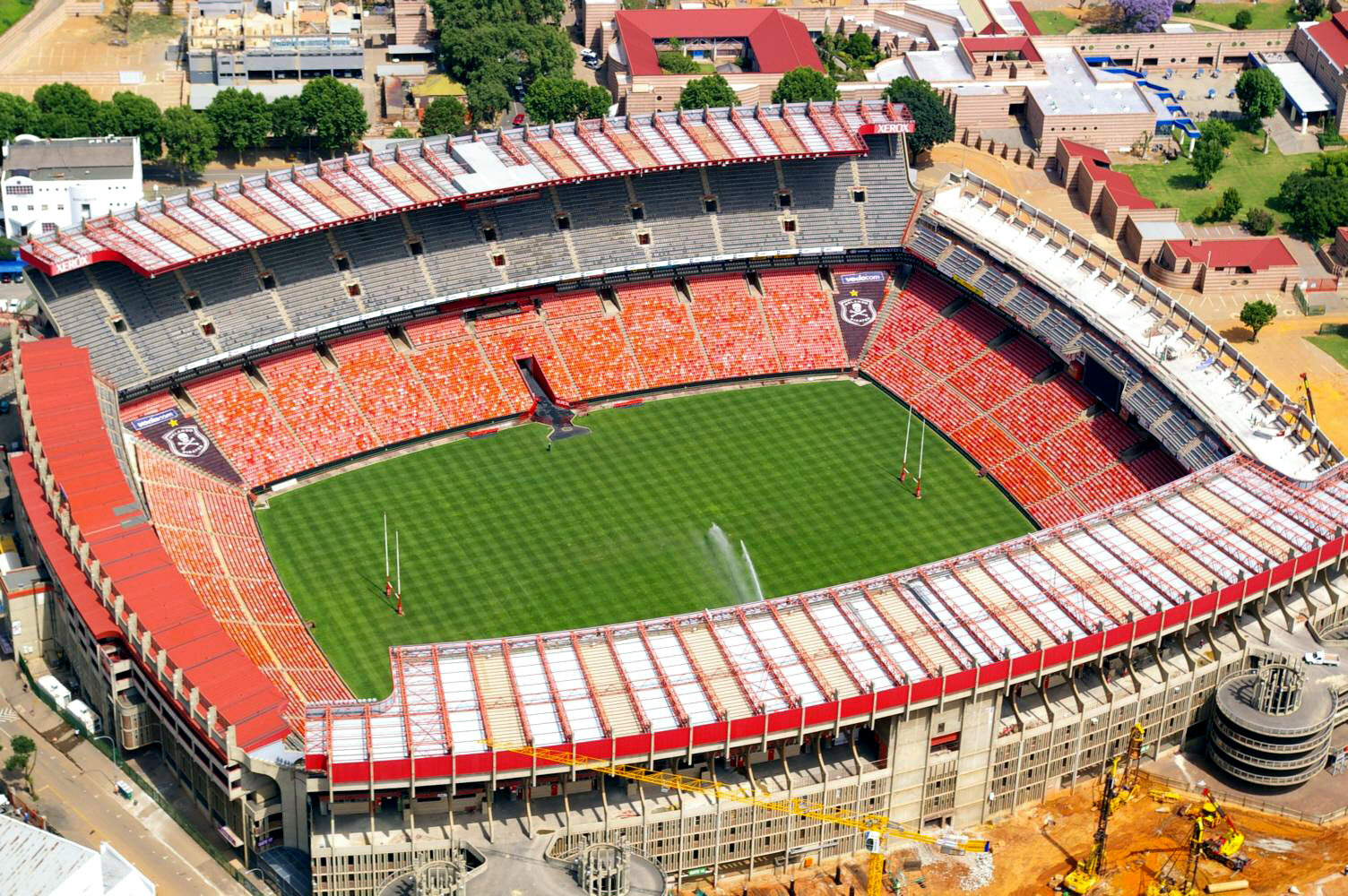
エリス・パーク・スタジアム（コカ・コーラ・パーク）
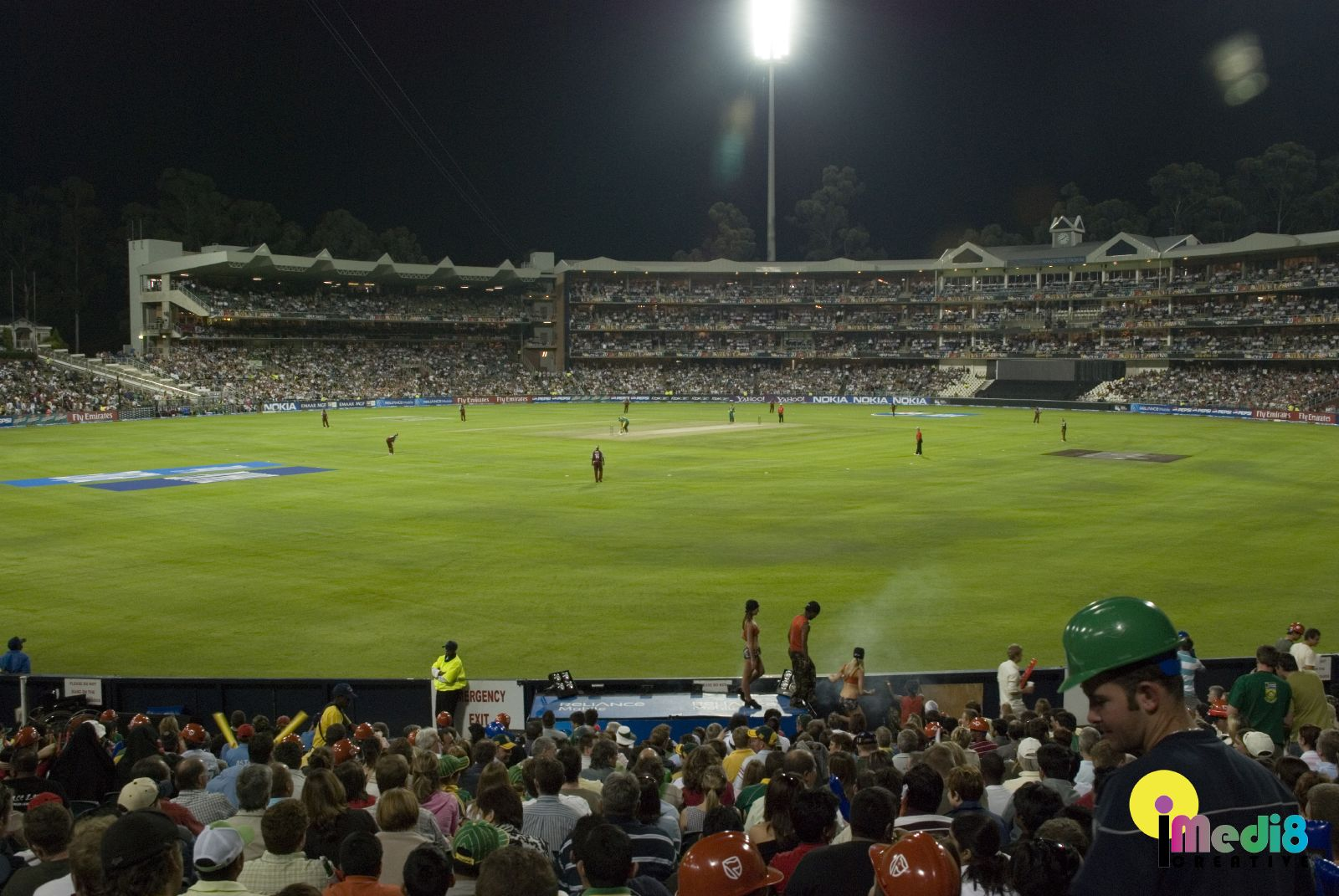
ワンダラーズ・スタジアム